# Lizzie Doron
Lizzie Doron (ou Liysie Doron, en hébreu : ליזי דורון), née en 1953 à Tel Aviv, est une écrivaine israélienne.

## Œuvres traduites en français
- Pourquoi n’es-tu pas venue avant la guerre ? [« Lama lo bat lifne ha-milchama? »], trad. d’Esther Ifrah, Paris, Éditions Héloïse d’Ormesson, 2008, 139 p.  (ISBN 978-2-35087-064-9)
- Jours tranquilles [« Jamim schel scheket »], trad. de Dominique Rotermund, Paris, Éditions Héloïse d’Ormesson, 2009, 204 p.  (ISBN 978-2-35087-107-3)
- Un jour on se rencontrera [« Veyom echad od nipagesch »], trad. de Dominique Rotermund, Paris, Éditions Héloïse d’Ormesson, 2015, 208 p.  (ISBN 978-2-35087-282-7)